# 4 asa
4 asa je hrvatska glazbena grupa. Osnovana je početkom 2000-ih u Zagrebu. Članovi su zapravo frontmeni jugoslavenskih bendova: Rajko Dujmić (Novi fosili), Vlado Kalember (Srebrna krila), Jurica Pađen (Aerodrom) i Alen Islamović (Divlje jagode i Bijelo dugme).
2020-ih vratili su se na pozornicu, no u međuvremenu je  preminuo Dujmić. Godine 2022. grupa je potpisala ugovor s Croatia Recordsom, da bi sljedeće godine objavila dvostruki album na kojem su gostovali Neno Belan, Mia Dimšić, Ana Rucner, Zoran Predin, Rade Šerbedžija, Saša Losić, Branko Đurić Đuro i mnogi drugi.